# Krzysztof Olszewski (siatkarz)
Krzysztof Olszewski (ur. 20 marca 1960) – polski siatkarz, trzykrotny mistrz Polski (1980–1982), reprezentant Polski, wicemistrz Europy (1981).

## Kariera sportowa
Był wychowankiem klubu Wigry Suwałki, od 1979 grał w Gwardii Wrocław, z którą wywalczył trzykrotnie mistrzostwo Polski (1980, 1981, 1982) oraz dwukrotnie wicemistrzostwo Polski (1983, 1984). W ekstraklasie występował do 1989.
W 1979 wystąpił w reprezentacji na mistrzostwach Europy juniorów, zajmując z drużyną ósme miejsce. W latach 1980–1984 wystąpił w 107 spotkaniach pierwszej reprezentacji Polski, a jego największym sukcesem w karierze było wicemistrzostwo Europy w 1981. Wystąpił także na mistrzostwach świata w 1982 (6. miejsce) i w Pucharze Świata w 1981 (4. miejsce).